# Limburg Shotguns
Pour les articles homonymes, voir Limburg.
Stade
Maillots
Les Limburg Shotguns sont un club sportif de football américain basé à Beringen dans la province di Limbourg en Belgique. Créés en 2008, ils sont membres de la FAFL et évoluent actuellement en Division 1 Élite du championnat de Belgique de football américain organisé par la Belgium American Football League (BAFL).
Le club possède également une équipe Cadets (U16)et une équipe Juniors (U19).
Ils sont champions de la deuxième division en fin de saison 2017 et rejoignent l'élite pour la saison 2018. Ils terminent second de la saison régulière 2018 de la BAFL et rencontrent les Brussels Black Angels le 30 juin 2018 au Belgian Bowl XXX. Ils sont sèchement battus sur le score de 50 à 0.

## Palmarès
| Saison | Division          | Classement        | Bilan saison régulière  | Bilan saison régulière  | Bilan saison régulière  | Bilan saison régulière  | Bilan saison régulière  | Remarque |
| Saison | Division          | Classement        | V                       | D                       | N                       | PP                      | PC                      | Remarque |
| ------ | ----------------- | ----------------- | ----------------------- | ----------------------- | ----------------------- | ----------------------- | ----------------------- | --- |
| 2008   | Fondation du club | Fondation du club | Fondation du club       | Fondation du club       | Fondation du club       | Fondation du club       | Fondation du club       | Fondation du club |
| 2009   | D2                | ?                 | Données non disponibles | Données non disponibles | Données non disponibles | Données non disponibles | Données non disponibles | |
| 2010   | D1                | 8e                | 1                       | 7                       | 0                       | 76                      | 208                     | 8 équipes |
| 2011   | D1                | 6e                | 2                       | 0                       | 0                       | 90                      | 286                     | 8 équipes |
| 2012   | Forfait général   | Forfait général   | Forfait général         | Forfait général         | Forfait général         | Forfait général         | Forfait général         | Forfait général |
| 2013   | D2                | ?                 | Données non disponibles | Données non disponibles | Données non disponibles | Données non disponibles | Données non disponibles | |
| 2014   | D1                | 7e                | 2                       | 5                       | 1                       | 80                      | 208                     | 9 équipes |
| 2015   | D1                | 7e                | 1                       | 6                       | 0                       | 85                      | ?                       | 8 équipes |
| 2016   | D2                | ?                 | Données non disponibles | Données non disponibles | Données non disponibles | Données non disponibles | Données non disponibles | |
| 2017   | D2                | 1er               | 5                       | 1                       | 0                       | 203                     | 49                      | Champions de D2 et montée en D1                                                                                                 |
| 2018   | D1                | 2e                | 5                       | 2                       | 0                       | 198                     | 134                     | - Victoire en ½ finale, 35-16, contre les Brussels Tigers - Défaite au Belgian Bowl XXX, 0-50, contre les Brussels Black Angels |
| 2019   | D1                | Saison en cours   | Saison en cours         | Saison en cours         | Saison en cours         | Saison en cours         | Saison en cours         | Saison en cours |